# Parc provincial Voyageur
Ne doit pas être confondu avec Parc national des Voyageurs.
Pour les articles homonymes, voir Voyageur.
Le parc provincial Voyageur est un parc provincial de l'Ontario situé sur la rive sud du lac Dollard-des-Ormeaux à Chute-à-Blondeau dans le canton de Hawkesbury Est à 15 km à l'est d'Hawkesbury.  Ce parc protège des marais créés par la centrale de Carillon.

## Activités
Le parc est ouvert de mi-mai à début octobre et de mi-décembre à mi-mars. Il est fermé le reste du temps.

### Camping
Le parc compte trois camping automobiles: Champlain, Iroquois et Portage, munis de services électriques et de toilettes (416 places individuelles). Un camping de groupe est également disponible. Le parc dispose d'une aire de fréquentation diurne et de postes de confort pour les campeurs.

### Randonnée
Il y a deux sentiers de randonnée - le sentier Coureur de Bois (2 km, ~45min) et le sentier des Outaouais (5 km, ~1h15) - tous deux classés faciles.

### Vélo
Bien que le parc Voyageur ne soit pas doté d’une piste cyclable officielle, un chemin asphalté d'environ 5km est accessible aux cyclistes.

### Navigation et pêche
Le parc dispose de trois rampes de mise à l'eau (à Champlain, ainsi qu'à Iroquois et Portage). Les rampes d'Iroquois et Portage sont destinées à des gabarits légèrement plus volumineux, alors que Champlain est adaptée aux petites embarcations.
La rivière Ottawa, un peu plus large à cet endroit dû à la retenue du barrage de Carillon, offre de nombreuses possibilités de plaisance
Quelques poissons pêchables dans l'Ottawa:

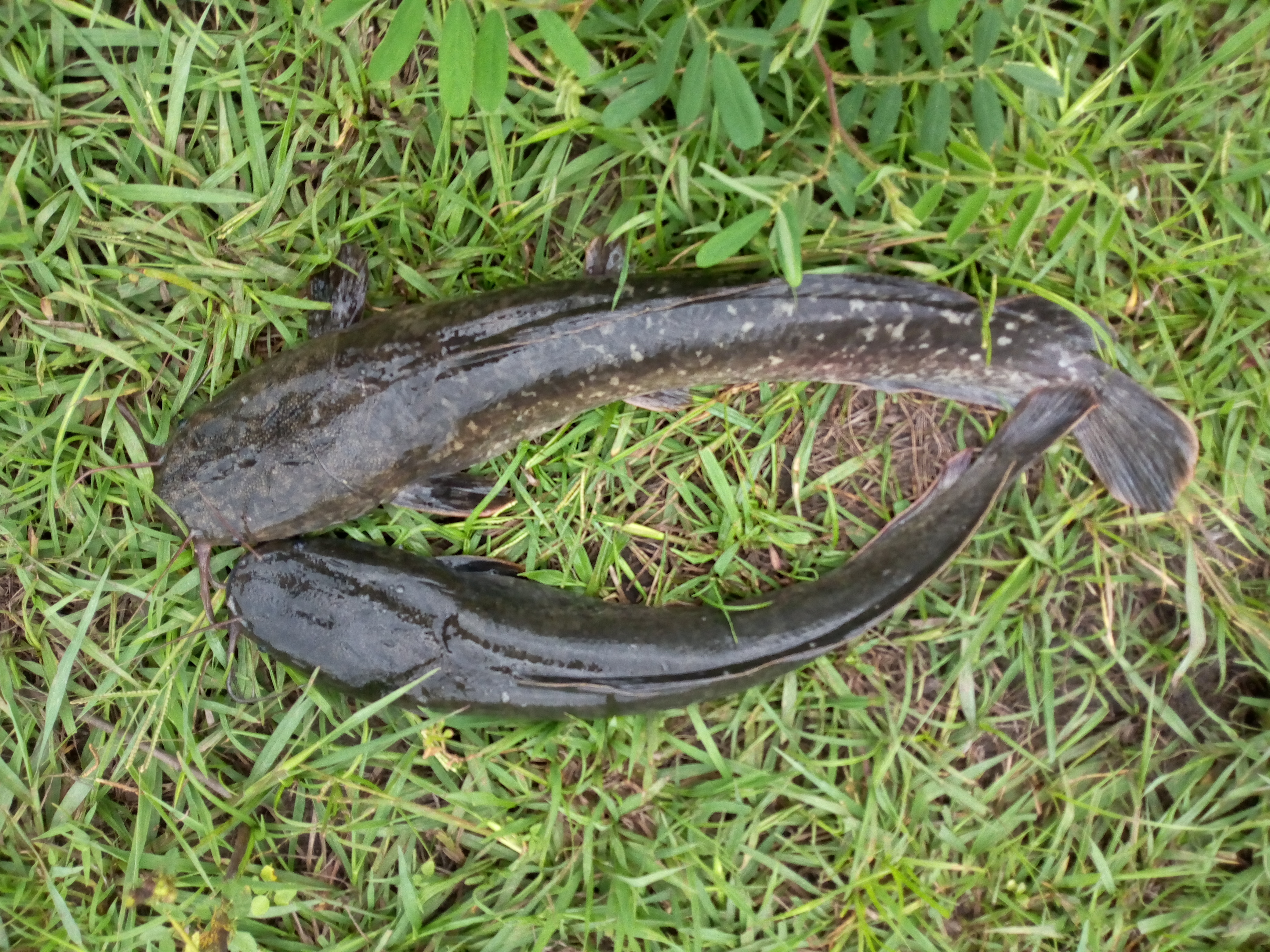
Le poisson-chat ou sillure noir au printemps.
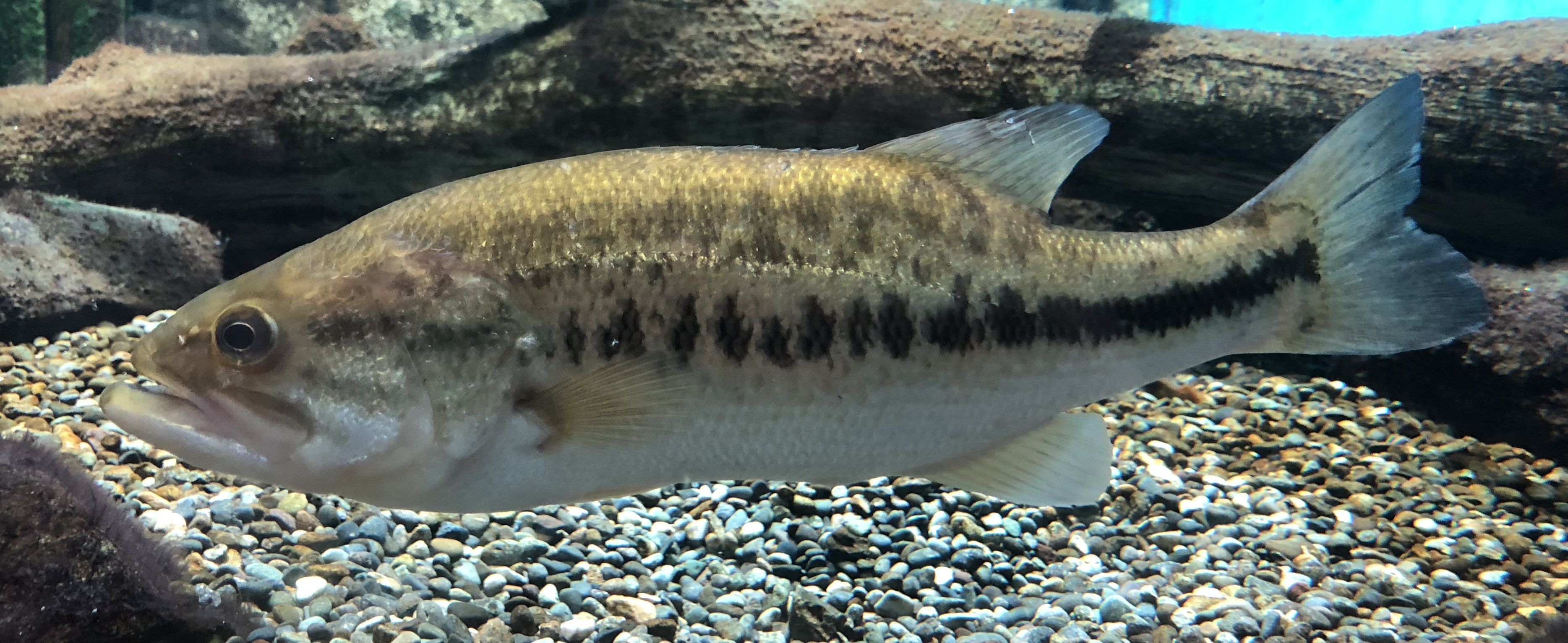
L'« Achigan » (Micropterus salmoides),
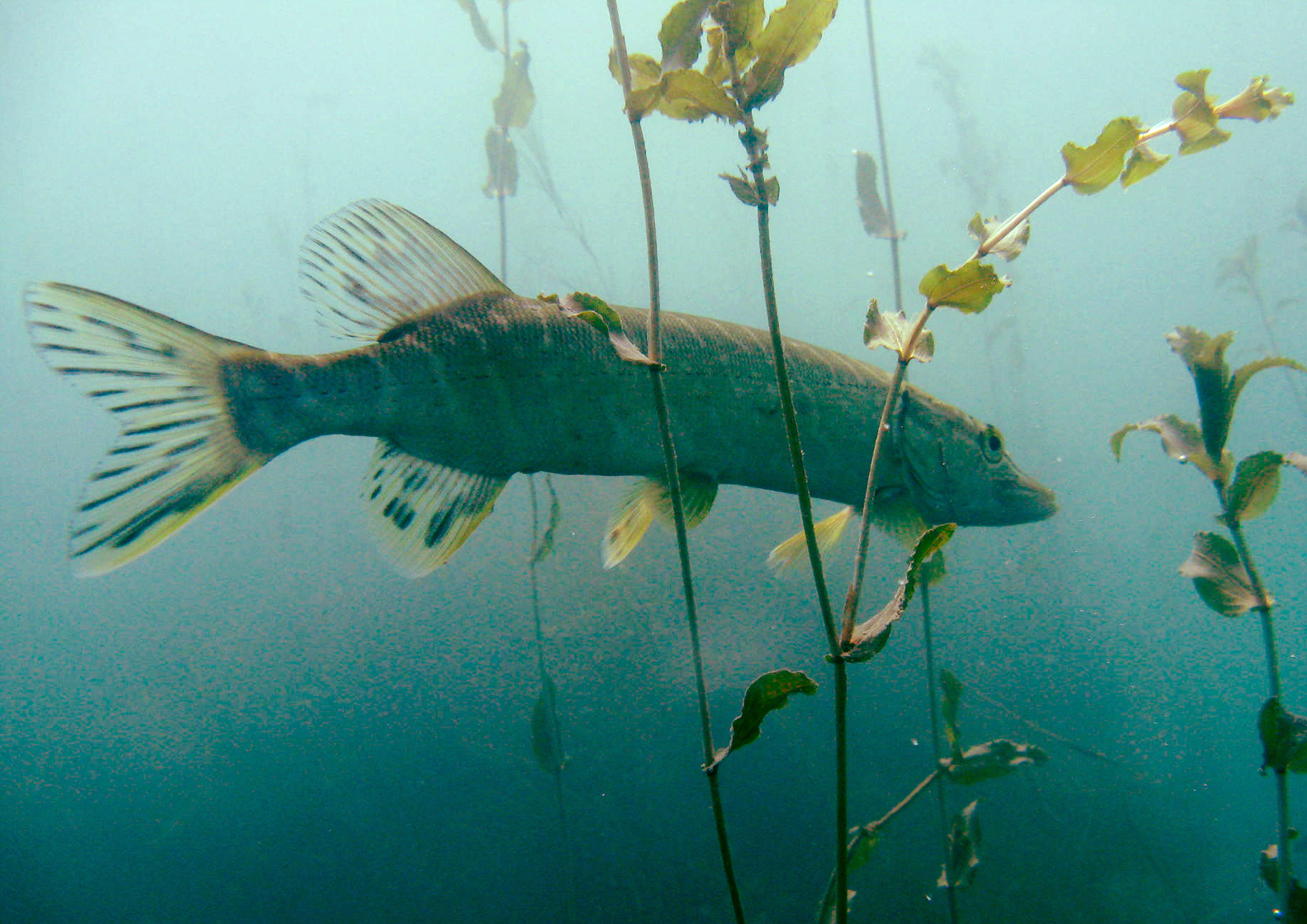
le brochet (Esox americanus),
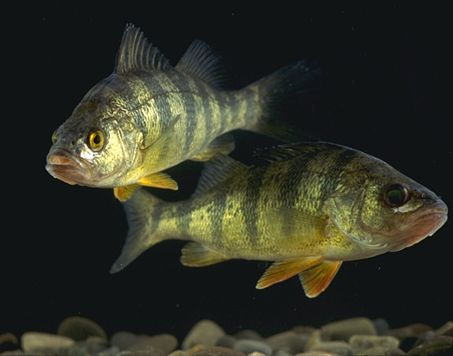
la perchaude (Perca flavescens)...
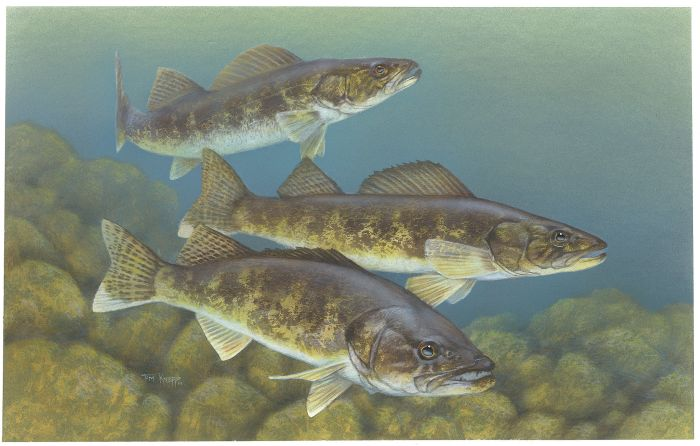
... et le doré jaune (Sander vitreus) sont assez abondants en été.

Le magasin du parc propose des accessoires de pêche.

### Ski
En hiver, des pistes de ski de fond sont disponibles, sur deux boucles: une de 3,7km et une de 10km. Niveau débutant et intermédiaire.

## Galerie

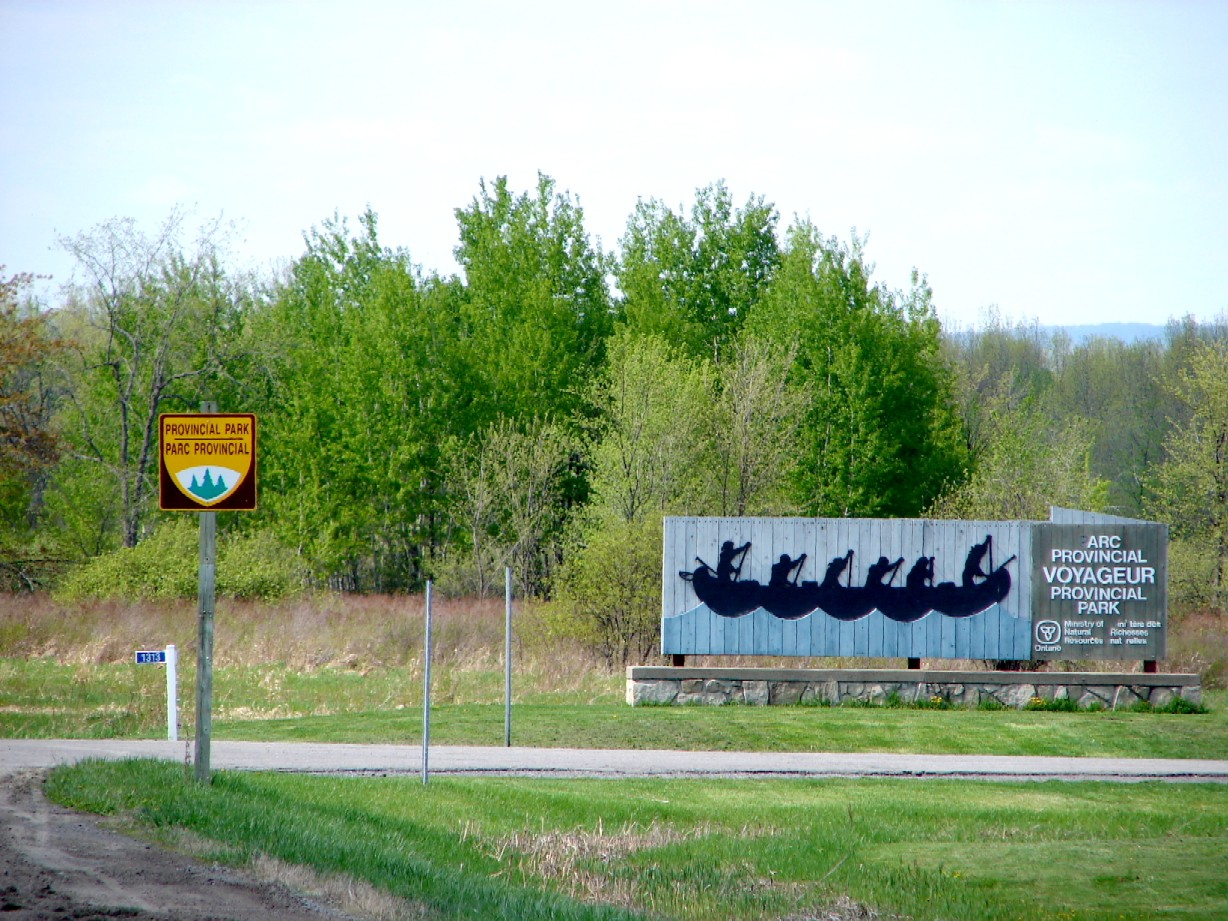
Entrée principale
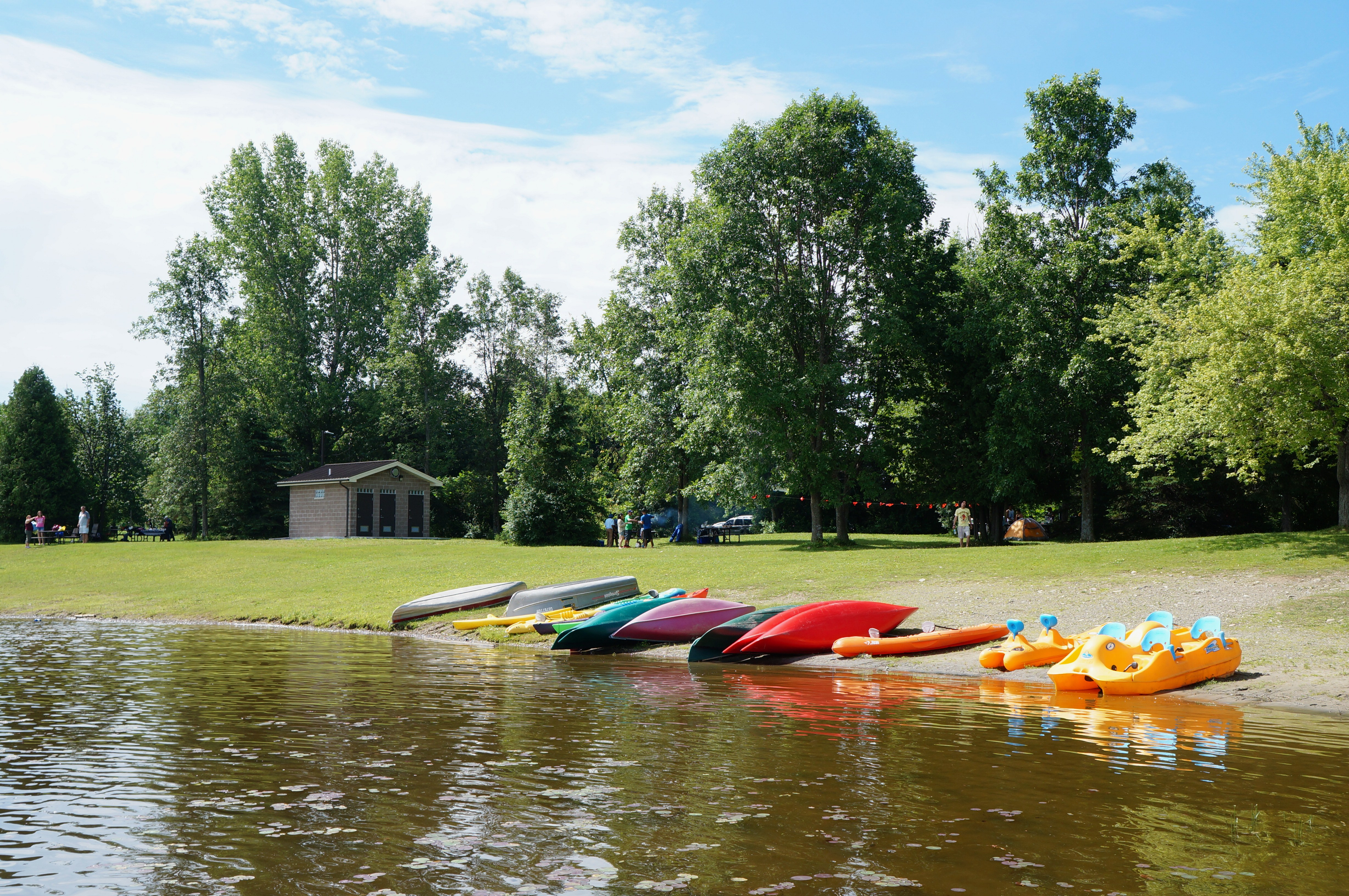
Une station nautique (2014)
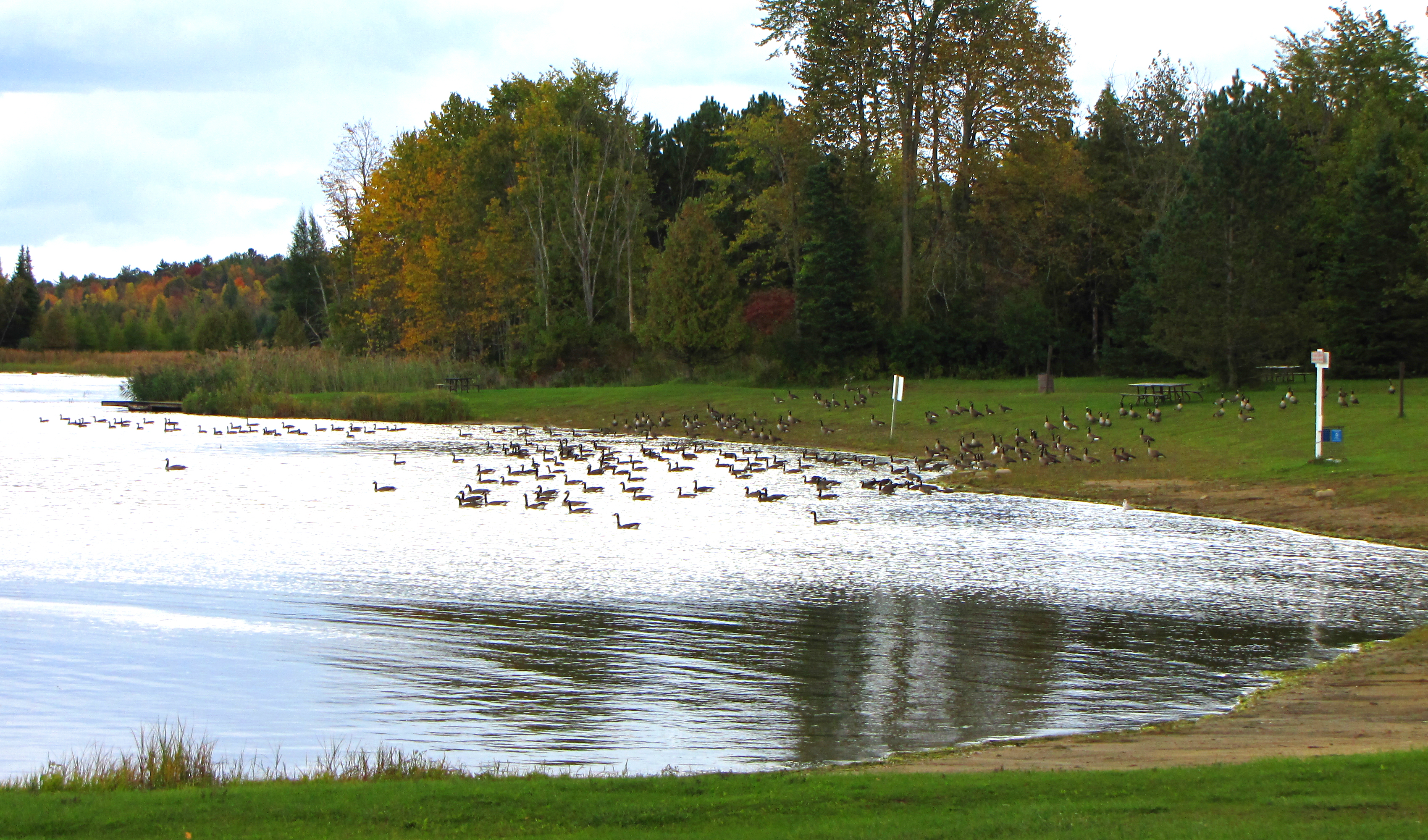
Des bernaches du Canada dans le parc à l'automne (2010)
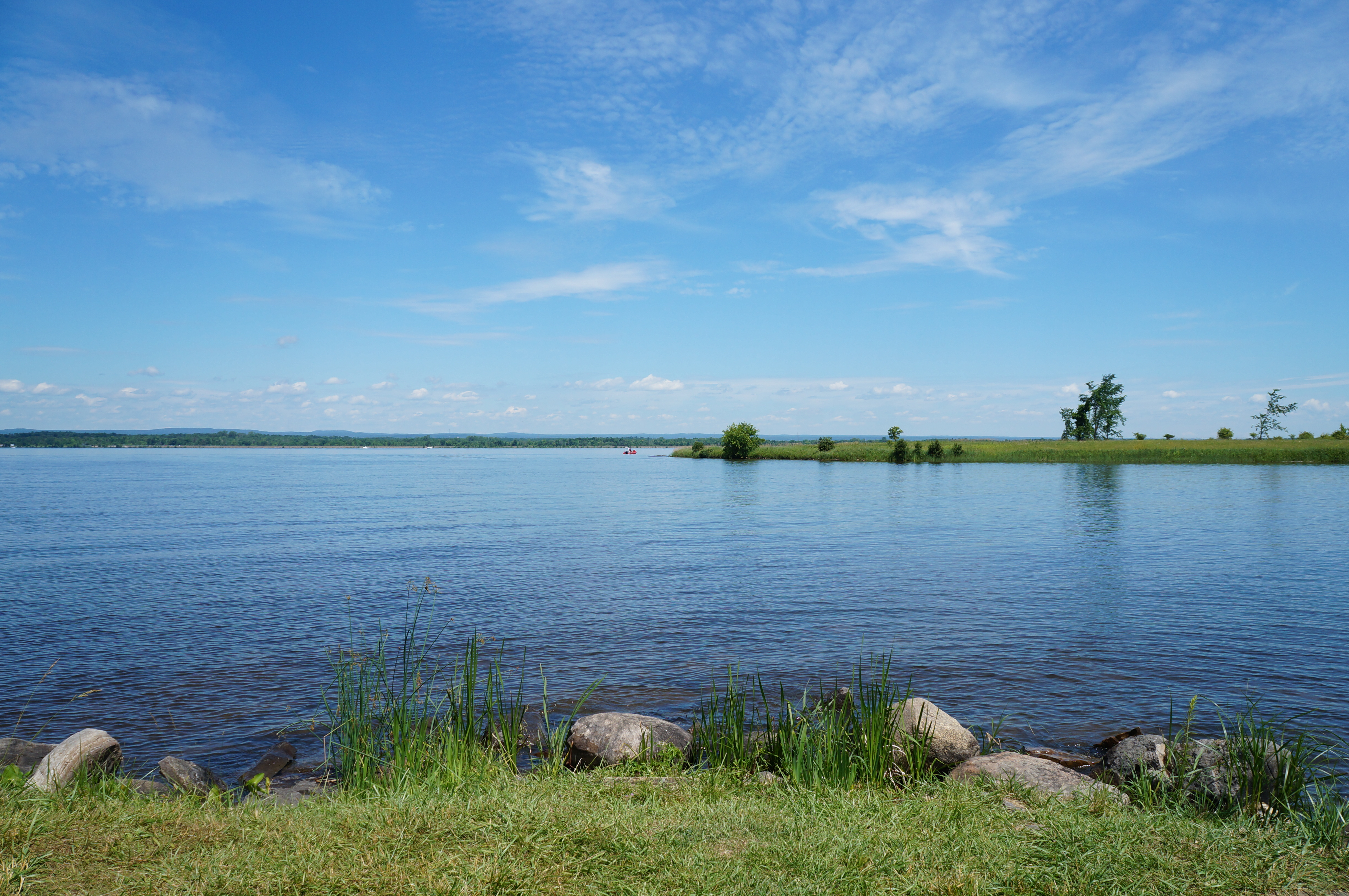
Le plan d'eau en juillet (2014)